# Smalleyus
Smalleyus is een geslacht van kreeftachtigen uit de klasse van de Malacostraca (hogere kreeftachtigen).

## Soort
- Smalleyus tricristatus Álvarez, 1989